# Бэнхэм, Фрэнк
Фрэнк Бэнхэм (англ. Frank Banham; род. 14 апреля 1975, Калахо, Альберта) — канадский и венгерский хоккейный нападающий.

## Карьера
Начинал свою карьеру в низших канадских и американских лигах. В НХЛ Бэнхэм выступал за «Анахайм Дакс» и «Финикс Койотс». Всего в лиге он провел 32 игры, в которых набрал 11 очков (9+2). Затем нападающий перебрался в Европу. В течение нескольких лет он играл в ведущих континентальных лигах. В сезоне 2003/2004 Бэнхэм провел 6 матчей в составе московского «Динамо».
В 2001 году в составе сборной Канады принимал участие в Кубке Шпенглера. Вместе с ней Бэнхэм дошёл до финала турнира.
С 2012 года хоккеист выступает за венгерский клуб «Алба Волан Секешфехервар». В 2015 году Бэнхэм получил гражданство Венгрии. Это позволило ему дебютировать за её национальную сборную. В 2016 году на Чемпионате мира в Москве нападающий в 41 год дебютировал в элитной группе. На турнире он стал самым возрастным хоккеистом. В первой же игре против сборной Словакии Бэнхэм забил первую шайбу для Венгрии на первенстве планеты.

## Достижения
- Финалист Кубка Шпенглера: 2001.